# Jardinería ecológica
La jardinería ecológica es aquella que aprovecha los medios que la propia naturaleza ofrece para la autorregulación de los procesos naturales. De este modo se busca que la jardinería sea respetuosa con el entorno. Los problemas ocasionados por el uso abusivo de productos químicos y una mayor concienciación de la sociedad actual por los temas relacionados con la ecología, ha provocado una demanda creciente de jardines ecológicos.
Los principales problemas observados en la jardinería convencional son:
- Uso excesivo de productos como herbicidas, fungicidas o insecticidas que impactan negativamente con el medio.
- Empleo de fertilizantes con nitratos que contaminan las aguas subterráneas debido a su alta solubilidad.
- Consumo excesivo de agua, especialmente grave cuando se emplean plantas que la necesitan en abundancia en zonas donde escasea.
- No aprovechamiento de los residuos vegetales.

Las técnicas empleadas en la jardinería ecológica tienden a anular o minimizar los problemas anteriores y se pueden resumir en las siguientes:
- Empleo de abonos naturales como el humus de lombriz, el compost o composta y el estiércol.
- Búsqueda de la biodiversidad. El predominio de unas pocas especies crea un desequilibrio del ecosistema que puede provocar el incremento de algunos insectos, al no existir sus enemigos naturales, llegándose a transformar en plagas.
- Control natural de las plagas mediante la plantación de especies resistentes a las mismas, como son las aromáticas (romero, tomillo, lavanda, etc.), y el no exterminio de especies como la mariquita, tijereta, ciempiés, etc. que controlan de forma natural distintos tipos de plagas.

Otros aspectos destacables de la jardinería ecológica son el almacenamiento en depósitos del agua de lluvia para su posterior aprovechamiento, la plantación de distintas especies con flores para alimentar a los insectos y el fomentar la vida silvestre instalando nidos y bebederos para aves.
Todas estas técnicas de cuidado de la tierra y los procesos naturales se convierten en numerosas ventajas para el jardín.

## Abonos, insecticidas y fungicidas ecológicos
Una forma de aprovechar los restos de nuestro jardín o huerto, con los restos de podas, césped e incluso restos de vegetales de consumo (restos de lechuga, berza, col, mondas de naranjas, manzanas, ajos, cebollas, etc.) y el agua de lluvia que recogemos es preparar extractos vegetales para realizar abonos, insecticidas, fungicidas ecológicos para el huerto, con lo que conseguiremos un jardín o huerto ecológico sin necesidad de gastar mucho dinero, y a la vez cuidar nuestra salud y la del ambiente.
Existen tres maneras de preparar extractos vegetales:
Infusión: 
consiste en sumergir en agua muy caliente las hojas o flores de la planta, para extraer sus principios activos, pero sin que llegue a hervir, ya que ello podría provocar que dichos principios activos se evaporaran. Este método es usado sobre todo para preparar infusiones de tipo alimenticio (té, manzanilla, amapola, etc.).
Decocción: 
poner en remojo la planta en agua tibia durante 24 h, luego calentar y hervir a fuego lento y tapado. Dejar enfriar sin levantar la tapa y después, cuando esté frío, filtrar.
Maceración: 

poner a macerar la planta, previamente troceada con tijeras, en agua durante unos días (de 5 a 30 días) que dependerán de la temperatura ambiente y el tipo de planta. Remover el preparado todos los días, para oxigenar la mezcla. Hay que filtrar el preparado cuando dejen de salir burbujas procedentes de la fermentación, de lo contrario, el preparado se pudrirá.

Modo de preparación e ingredientes para preparar algunos insecticidas, fungicidas y abonos ecológicos:

Insecticidas:

Tomate(restos de poda): indicado para el pulgón. Infusión.

•	un puñado de brotes de tomate frescos.

•	2 L de agua de lluvia.

•	Preparar la infusión, dejar reposar 12 h y filtrar. Pulverizar sobre las plantas dañadas.

Pelitre: indicado para el pulgón, la mosca blanca y ácaros. Maceración.

•	50 g de flores secas.

•	30 g de jabón de potasa.

•	1 l de agua.

•	Macerar durante 24 h sólo las flores secas. Después filtrar, y añadir los 30 g de jabón de potasa para su uso. Pulverizar.

Ajenjo: indicado para pulgones, ácaros, cochinillas y hormigas. Maceración.

•	300 g de planta fresca o 30 g de planta seca.

•	1 l de agua.

•	Se macera durante una semana y después se filtra.

Ortigas: indicado para eliminar pulgones y como fertilizante. Maceración.

•	100 g de ortiga.

•	10 L de agua.

•	Coloca dentro de un recipiente las ortigas y 1 L de agua. Deja reposar alrededor de 3 o 4 días, filtra, añade los otros 9 L de agua y aplica.

Solución de ajo: indicado para eliminar pulgones y hormigas. Maceración y decocción.

•	4 dientes de ajo.

•	1 L de agua.

•	Colocar los dientes de ajo en un recipiente con agua y dejar reposar un día entero. Después verter todo en una cazuela y hervir durante 15 min . Dejar enfriar, filtrar y aplicar donde sea necesario.

Fungicidas:

Cola de caballo: previene contra ácaros, pulgón y hongos. Refuerza la planta. Maceración.

•	100 g de planta fresca o 15 g seca.

•	1 L de agua.

•	Macerar durante 24 h y después cocer ½ hora y filtrar. Se diluye en agua en proporción 1/5.

Jabón de potasa (fungicida e insecticida): indicado contra pulgón, cochinilla, araña roja, oídio, mildiu. Aplicación inmediata.

•	30 g de jabón de potasa.

•	1 L de agua.

•	Disolver los 30 g de jabón en 1 L de agua y aplicar.

Abonos o fertilizantes ecológicos:

Plátano: solución rica en potasio (floración y fructificación). Decocción.

•	3 cáscaras de plátano.

•	1 L de agua.

•	2 cucharadas de azúcar.

•	Hervir durante 15 min, filtrar y diluir en agua a razón de 1 a 2. Aplicar semanalmente con el riego.

Preparado de frutas, verduras y restos de poda(fertilizante líquido): Maceración.

•	3 kg de restos de frutas, verduras y restos de poda.

•	500 g de azúcar.

•	Cortar los restos de vegetales en trozos pequeños y macerarlos durante 7 días, removiendo la mezcla todos los días. Filtrar, y diluir a razón de 100 cc. por cada 2 L de agua. Aplicar con el agua de riego.

Recordar que es importante realizar estos preparados con agua de lluvia, ya que el agua del grifo contiene cloro y podría ser perjudicial para el preparado. Si no se tiene agua de lluvia, basta con dejar reposar durante unos días el agua del grifo al sol, para que así el cloro, se evapore.